# Нешперейра (Гимарайнш)
Нешперейра (порт. Nespereira) — район (фрегезия) в Португалии, входит в округ Брага. Является составной частью муниципалитета Гимарайнш. Находится в составе крупной городской агломерации Большое Минью. По старому административному делению входил в провинцию Минью. Входит в экономико-статистический субрегион Аве, который входит в Северный регион. Население составляет 2862 человека на 2001 год. Занимает площадь 4,38 км².
Покровителем района считается Святая Евлалия (порт. Santa Eulália).